# Sergej Usťugov
Sergej Alexandrovič Usťugov (* 8. dubna 1992, Meždurečenskij, Chanty-Mansijský autonomní okruh, Rusko) je ruský běžec na lyžích. Je zlatým olympijským medailistou ze štafety na ZOH 2022. Je dvojnásobným mistrem světa z MS 2017 ve finském Lahti, kde triumfoval ve skiatlonu a ve sprintu dvojic (s Nikitou Krjukovem). Z mistrovství světa má ještě čtyři stříbra a bronz. V sezóně 2016/17 triumfoval na Tour de Ski. 

## Výsledky ve Světovém poháru
Všechny výsledky vychází z dat Mezinárodní lyžařské federace (FIS).

### Celkové pořadí
| Sezóna  | Věk | Sezónní výsledky | Sezónní výsledky | Sezónní výsledky | Sezónní výsledky | Výsledky na Ski Tour | Výsledky na Ski Tour | Výsledky na Ski Tour | Výsledky na Ski Tour |
| Sezóna  | Věk | Celkově          | Distance         | Sprinty          | U23              | Nordic Opening       | Tour de Ski          | WC Final             | Ski Tour Kanada      |
| ------- | --- | ---------------- | ---------------- | ---------------- | ---------------- | -------------------- | -------------------- | -------------------- | -------------------- |
| 2012/13 | 20  | 55.              | 102.             | 23.              | —                | —                    | —                    | 36.                  | —                    |
| 2013/14 | 21  | 11.              | 46.              | 6.               | —                | 5                    | —                    | 11.                  | —                    |
| 2014/15 | 22  | 26.              | 44.              | 6.               | 2.               | 47.                  | —                    | —                    | —                    |
| 2015/16 | 23  | 4.               | 5.               | 6.               | —                | 21.                  | 3.                   | —                    | 2.                   |
| 2016/17 | 24  | 2.               | 7.               | 5.               | —                | 35.                  | 1.                   | —                    | —                    |
| 2017/18 | 25  | 12.              | 10.              | 12.              | —                | 23.                  | DNF                  | —                    | —                    |
| 2018/19 | 26  | 10.              | 17.              | 35.              | —                | —                    | 2.                   | —                    | —                    |
| 2019/20 | 27  | 8.               | 8.               | 19.              | —                | 10.                  | 2.                   | —                    | —                    |
| 2020/21 | 28  | 39.              | 39.              | 18.              | —                | —                    | —                    | —                    | —                    |
| 2021/22 | 29  | 19.              | 12.              | 21.              | —                | —                    | —                    | —                    | —                    |

### Individuální pódiová umístění
- 12 vítězství – (4 – závod Světového poháru, 8 – etapa víceetapového závodu Světového poháru)
- 31 pódií – (15 – závod Světového poháru, 16 – etapa víceetapového závodu Světového poháru)

| No. | Sezóna  | Datum                             | Místo                  | Závod                    | Úroveň | Výsledek |
| --- | ------- | --------------------------------- | ---------------------- | ------------------------ | ------ | -------- |
| 1   | 2013/14 | 15. prosinec 2013                 | Davos, Švýcarsko       | 1,5 km sprint V          | WC     | 3.       |
| 2   | 2013/14 | 11. leden 2014                    | Nové Město, Česko      | 1,6 km sprint V          | WC     | 1.       |
| 3   | 2014/15 | 23. leden 2015                    | Rybinsk, Rusko         | 15 km V                  | WC     | 3.       |
| 4   | 2014/15 | 24. leden 2015                    | Rybinsk, Rusko         | 1,3 km sprint V          | WC     | 2.       |
| 5   | 2015/16 | 1. leden 2016                     | Lenzerheide, Švýcarsko | 1,5 km sprint V          | SWC    | 2.       |
| 6   | 2015/16 | 5. leden 2016                     | Oberstdorf, Německo    | 1,5 km sprint K          | SWC    | 2.       |
| 7   | 2015/16 | 1. – 10. ledna 2016               | Tour de Ski            | celkově                  | WC     | 3.       |
| 8   | 2015/16 | 23. ledna 2016                    | Nové Město, Česko      | 15 km V                  | WC     | 3.       |
| 9   | 2015/16 | 14. únor 2016                     | Falun, Švédsko         | 15 km V hromadný start   | WC     | 1.       |
| 10  | 2015/16 | 1. březen 2016                    | Gatineau, Kanada       | 1,7 km sprint V          | SWC    | 1.       |
| 11  | 2015/16 | 2. březen 2016                    | Gatineau, Kanada       | 17,5 km K hromadný start | SWC    | 3.       |
| 12  | 2015/16 | 4. březen 2016                    | Québec, Kanada         | 1,7 km sprint F          | SWC    | 3.       |
| 13  | 2015/16 | 5. březen 2016                    | Québec, Kanada         | 15 km V stíhací závod    | SWC    | 1.       |
| 14  | 2015/16 | 9. březen 2016                    | Canmore, Kanada        | 15 km + 15 km skiatlon   | SWC    | 2.       |
| 15  | 2015/16 | 1. – 12. března 2016              | Ski Tour Kanada        | celkově                  | WC     | 2.       |
| 16  | 2016/17 | 3. prosinec 2016                  | Lillehammer, Norsko    | 10 km V                  | SWC    | 3.       |
| 17  | 2016/17 | 11. prosinec 2016                 | Davos, Švýcarsko       | 1,6 km sprint V          | WC     | 1.       |
| 18  | 2016/17 | 31. prosinec 2016                 | Val Müstair, Švýcarsko | 1,5 km sprint V          | SWC    | 1.       |
| 19  | 2016/17 | 1. leden 2017                     | Val Müstair, Švýcarsko | 10 km K hromadný start   | SWC    | 1.       |
| 20  | 2016/17 | 3. leden 2017                     | Oberstdorf, Německo    | 10 km + 10 km skiatlon   | SWC    | 1.       |
| 21  | 2016/17 | 4. leden 2017                     | Oberstdorf, Německo    | 15 km V stíhací závod    | SWC    | 1.       |
| 22  | 2016/17 | 6. leden 2017                     | Toblach, Itálie        | 10 km V                  | SWC    | 1.       |
| 23  | 2016/17 | 7. leden 2017                     | Val di Fiemme, Itálie  | 15 km K hromadný start   | SWC    | 2.       |
| 24  | 2016/17 | 31. prosince 2016 – 8. ledna 2017 | Tour de Ski            | celkově                  | WC     | 1.       |
| 25  | 2016/17 | 18. únor 2017                     | Otepää, Estonsko       | 1,6 km sprint V          | WC     | 3.       |
| 26  | 2016/17 | 8. březen 2017                    | Drammen, Norsko        | 1,2 km sprint K          | WC     | 3.       |
| 27  | 2017/18 | 2. prosinec 2017                  | Lillehammer, Norsko    | 1,5 km sprint K          | WC     | 2.       |
| 28  | 2017/18 | 10. prosinec 2017                 | Davos, Švýcarsko       | 15 km V                  | WC     | 2.       |
| 29  | 2017/18 | 17. prosinec 2017                 | Toblach, Itálie        | 15 km K stíhací závod    | WC     | 2.       |
| 30  | 2017/18 | 30. prosinec 2017                 | Lenzerheide, Švýcarsko | 1,5 km sprint V          | SWC    | 1.       |
| 31  | 2017/18 | 1. leden 2018                     | Lenzerheide, Švýcarsko | 15 km V stíhací závod    | SWC    | 2.       |

## Výsledky na OH
| Rok  | Věk | 15 km               | 30 km skiatlon      | 50 km hromadný start | sprint              | 4 × 10 km štafeta   | sprint dvojic       |
| ---- | --- | ------------------- | ------------------- | -------------------- | ------------------- | ------------------- | ------------------- |
| 2014 | 21  | —                   | —                   | —                    | 5.                  | —                   | —                   |
| 2018 | 25  | start nebyl povolen | start nebyl povolen | start nebyl povolen  | start nebyl povolen | start nebyl povolen | start nebyl povolen |
| 2022 | 29  | —                   | —                   | —                    | 8.                  | 1.                  | —                   |

## Výsledky na MS
- 7 medailí – (2 zlata, 4 stříbra, 1 bronz)

| Rok  | Věk | 15 km | 30 km skiatlon | 50 km hromadný start | sprint | 4 × 10 km štafeta | sprint dvojic |
| ---- | --- | ----- | -------------- | -------------------- | ------ | ----------------- | ------------- |
| 2013 | 20  | 47.   | —              | —                    | —      | 3.                | —             |
| 2015 | 22  | 28.   | —              | —                    | 16.    | —                 | —             |
| 2017 | 24  | —     | 1.             | 2.                   | 2.     | 2.                | 1.            |
| 2019 | 26  | —     | 9.             | —                    | DSQ    | 2.                | —             |
| 2021 | 28  | —     | —              | —                    | 5.     | —                 | —             |